# Maria Kowroski
Maria Kowroski (Grand Rapids, 1976) è una ballerina statunitense.
Americana di origine polacca, inizia a studiare danza classica presso la scuola del Grand Rapids Ballet, frequentando successivamente, nel 1992, la School of American Ballet. Nel 1994 entra come apprendista nel New York City Ballet, e si unisce al suo corpo di ballo nel 1995. Viene promossa solista nel 1997 e prima ballerina nel 1999. 
Si è esibita come artista ospite con il balletto Maryinsky nelle produzioni del Lago dei cigni e in Jewels, nonché con il corpo di ballo di Monaco di Baviera nell'Apollon musagète e con il Brahms Schoenberg Quartet.
Ha inoltre partecipato a tre produzioni della Mattel, dando corpo a Barbie in Barbie e lo schiaccianoci, Barbie e il lago dei cigni ed in Barbie e le 12 principesse danzanti
Ha ricevuto il Princess Grace Award nel 1994.